# Montaña rusa
Montaña rusa é uma telenovela argentina produzida pela Pol-ka Producciones e exibida pelo Canal 13 em 1994 e 1995.

## Elenco
- Betina O'Connell - Paula
- Eric Grimberg - Victor
- Malena Solda - Silvana
- Sebastián de Caro - Nicolás
- Esteban Prol - Bruno
- Claudia de la Calle - Verónica
- María Celeste Pisapia - Karen
- Carla Peterson - María
- Diego Ramos - Maximiliano
- Diego Olivera - Darío